# WZ Sagittae-variabel
WZ Sagittae-variabeln är en typ av kataklysmisk variabel bland dvärgnovorna (UG).
Variabeltypen är en undergrupp till SU Ursae Majoris-variablerna och kännetecknas som sådan av två typer av utbrott. Den ena typen, ”vanliga utbrott”, är korta utbrott som liknar utbrotten hos SS Cygni-variabler (UGSS). Den andra typen, ”superutbrott”, är starkare, med ungefär 2 magnituder, och har en varaktighet som är minst fem gånger längre. Superutbrotten är inte lika ofta förekommande. Under superutbrotten uppvisar ljuskurvan periodiska variationer med 0,2-0,3 magnituder, som ganska väl överensstämmer med omloppstiden för dubbelstjärnans komponenter. Omloppstiden är kortare än 0,1 dygn.
WZ Sagittae-variablerna har till skillnad från övriga UGSU-variabler ovanligt långa intervall mellan superutbrotten, mer än 4 år. De normala utbrotten är vidare ovanliga eller uteblir helt. Komponenterna hos WZ Sge-variablerna har en omloppstid på mellan 0,5 och 0,8 dygn. Ljusvariationernas amplitud överstiger 7 magnituder.
Till SU Ursae Majoris-variablerna (UGSU) hör också undertypen ER Ursae Majoris-variablerna (UGER). 
Prototypstjärnan WZ Sagittae är även förmörkelsevariabel och pulserande vit dvärg av ZZ Ceti-typ och har därför GCVS-beteckningen (UGWZ+E+ZZ). Den varierar mellan bolometrisk magnitud +7-15,53 under sina superutbrott. Perioden för dess ”normala” utbrott är 0,056687846 dygn eller 81,630498 minuter.